# 리루프릿 (음악 그룹)
리루프릿(リルぷりっ)은 애니메이션《공주체인지! 동화틱 아이돌 리루프릿》의 주인공 유키모리 링고와 다카시로 레이라, 사사하라 나츠키로 결성된 그룹, 또는 이들의 성우를 맡은 스마이레지의 와다 아야카와 마에다 유카, 후쿠다 카논로 구성된 유닛이다.

## 멤버
- 와다 아야카 (스마이레지)
- 마에다 유카 (스마이레지)
- 후쿠다 카논 (스마이레지)

## 개요
애니메이션「공주체인지! 동화틱 아이돌 리루프릿」에서 링고, 레라, 나츠키의 3명이 동화나라의 마법의 힘을 이용해 공주님 모드에 체인지 한 수수께끼의 아이돌 유닛「리틀 프린세스」. 현실에는 유키모리 링고의 성우를 담당하고 있는 와다 아야카, 다카시로 레이라의 성우를 담당하고 있는 마에다 유카, 사사하라 나츠키의 성우를 담당하고 있는 후쿠다 카논으로 구성된 공주체인지! 동화틱 아이돌 리루프릿와 헬로! 프로젝트와의 콜라보레이션 유닛이다.
2011년 12월 31일, 다카시로 레이라 역할의 마에다가 졸업했으며, 2012년 1월 1일에 헬로! 프로젝트의 공식 사이트로부터 상세한 프로필이 소멸했다.
2012년 3월 28일, 애니메이션「공주체인지! 동화틱 아이돌 리루프릿」의 방송 종료에 수반해, 사실상 활동 휴지하였다.

## 음악

### 싱글
1. リトル・ぷりんせす☆ぷりっ! (2010년 6월 16일, HKCN-50118)
  - 커플링 : ハッピーゴーラッキー☆ぷりっ! / オトナになるって難しい!!! (스마이레이지)
2. アイドルール (2010년 11월 17일, 한정반：HKCN-50142／통상반：HKCN-50144)
  - 커플링 : ヴィラヴィラヴィロー!

### 싱글V
1. アイドルール (2010년 12월 15일, HKBN-50140)

### 참가 작품

#### 앨범
1. プッチベスト11 (2010년 12월 15일)

#### DVD/Blu-ray
1. プッチベスト11 DVD (2010년 12월 15일)
2. Hello! Project 2010 SUMMER 〜ファンコラ!〜 (2010년 10월 27일 DVD / 2010년 12월 15일 Blu-ray)

## 출연

### 텔레비전
- 공주체인지! 동화틱 아이돌 리루프릿 (테레비도쿄)
- 노리노리♪노리스타 (테레비도쿄)
- 오하스타 (불정기 출연 중, 테레비도쿄)
- 애니송 플러스 (2010년 7월 6일, 테레비도쿄)

## 관련 보기
- 스마이레지 (현 안주루무)